# Tribunal de Contas do Estado do Acre
O Tribunal de Contas do Estado do Acre é o órgão fiscalizador e controlador do uso do dinheiro público e da administração orçamentária e financeira do estado do Acre, responsável por analisar as questões jurídicas sobre as despesas públicas e de julgamento das contas relativas.
Presidido por Valmir Gomes Ribeiro.